# The Field Mice
The Field Mice sono stati un gruppo musicale inglese di genere indie pop attivi tra il 1987 ed il 1991.
Tra i portabandiera dell'etichetta indie di Bristol Sarah Records vengono annoverati tra gli artisti indie più amati di quel periodo
Nacquero come duo composto da Robert Wratten e Michael Hiscock. Successivamente diventarono un quintetto con l'inserimento del chitarrista Harvey Williams, del tastierista Annemari Davies e del batterista Mark Dobson.

## Formazione
- Robert "Bobby" Wratten
- Michael Hiscock
- Harvey Williams
- Mark Dobson
- Annemari Davies

## Discografia

### Album in studio
- Snowball (Sarah 402, 1989)
- Skywriting (Sarah 601, 1990)
- For Keeps (Sarah 607, 1991)

### Raccolte
- Coastal (Sarah 606, 1991)
- Where'd You Learn to Kiss That Way? (Shinkansen Recordings, 1998)

### Singoli ed EP
- Emma's House'$ (7", Sarah 012, 1988)
- Sensitive (7", Sarah 018, 1989)
- The Autumn Store Part One (7", Sarah 024, 1989)
- The Autumn Store Part Two (7", Sarah 025, 1989)
- I Can See Myself Alone Forever" (7", CAFF 2, 1989)
- So Said Kay (10", Sarah 038, 1990)
- September's Not So Far Away (7", Sarah 044, 1991)
- Missing the Moon (12", Sarah 057, 1991)
- Burning World (7", BULL 4-0, 1991)